# Головнокомандування Вермахту «Нідерланди»
Головнокомандування Вермахту «Нідерланди» (нім. Oberbefehlshaber Niederlande), також Фортеця «Нідерланди» (нім. Festung Holland) — стратегічне головне командування усіма військами Вермахту, що були оточені в Нідерландах внаслідок наступу військ союзників на Західному театрі воєнних дій під час Другої світової війни.
Головнокомандування «Нідерланди» було створене невдовзі після окупації країни німецькими військами 28 травня 1940. Поруч з Головнокомандуванням військами Вермахту «Захід» несло відповідальність за оборону західного атлантичного узбережжя Європи. 7 квітня 1945 було переформоване з військ 25-ї польової армії на Головнокомандування Вермахту «Нідерланди» на чолі з генерал-полковником Й.Бласковіцем.
6 травня 1945 головнокомандувач військами Вермахту генерал-полковник Й.Бласковіц у Вагенінгені підписав акт про капітуляцію усіх німецьких військ на території Голландії.

## Райони бойових дій
- Нідерланди та Німеччина (квітень — травень 1945).

## Командування

### Головнокомандувачі
- генерал-полковник Йоганес Бласковіц (нім. Johannes Blaskowitz) (7 квітня — 6 травня 1945).

## Бойовий склад Головнокомандування Вермахту «Нідерланди»
- 219-та піхотна дивізія (219. Infanterie-Division);
- 331-ша піхотна дивізія (331. Infanterie-Division);
- 703-тя піхотна дивізія (703. Infanterie-Division);
- 617-та дивізія особливого призначення  (Divisionsstab z.b.V. 617);
- XXX-й армійський корпус особливого призначення (XXX.AK z.b.V.):
  - 249-та піхотна дивізія (249. Infanterie-Division);
  - 34-та добровольча гренадерська дивізія «Ландсторм Недерланд» (2-га голландська) (34. SS-Freiwilligen-Grenadier-Division “Landstorm Nederland”);
- LXXXVIII-й армійський корпус (LXXXVIII. Armeekorps):
  - 346-та піхотна дивізія (346. Infanterie-Division);
  - 361-ша піхотна дивізія (361. Infanterie-Division);
  - 149-та навчально-польова дивізія  (149. Feldausbildungs-Division);
  - 6-та парашутна дивізія (6. Fallschirm-Jäger-Division).

- Головне управління СС та поліції «Нідерланди» (Höhere SS und Polizeiführer Niederlande)
- LXXXVIII-й армійський корпус:
  - 346-та піхотна дивізія;
  - 6-та парашутна дивізія;
- Армійська група «Клеффель» (Armeeabteilung Kleffel):
  - 34-та добровольча гренадерська дивізія «Ландсторм Недерланд» (2-га голландська);
  - 361-ша фольксгренадерська дивізія (361. Volks-Grenadier-Division);
- Корпусна група «Дістель» (Korps-Abteilung Diestel):
  - 63-тя піхотна дивізія (63. Infanterie-Division);
  - 11-та дивізія морської піхоти (11. Marine-Infanterie-Division);
  - 20-та бригада особливого призначення (Brigade z.b.V. 20);
- Командування Кюстенвертейдіганг (Kommando Küstenverteidigung)
  - 219-та піхотна дивізія;
  - 249-та піхотна дивізія (249. Infanterie-Division);
  - 703-тя піхотна дивізія;
- Адміральське Командування в Нідерландах (Kommandierenden Admiral in den Niederlanden):
  - Командування морської оборони «Західна Фрисландія» (Kommandant der Seeverteidigung Westfriesland);
  - Командування морської оборони «Східна Голландія» (Kommandant der Seeverteidigung Ostholland);
  - Командування морської оборони «Центральна Голландія» (Kommandant der Seeverteidigung Mittelholland).